# Jonathan Chimier
Jonathan Chimier (ur. 6 sierpnia 1982) – maurytyjski lekkoatleta specjalizujący się w skoku w dal, dwukrotny olimpijczyk (2000, 2004).

## Osiągnięcia
- 5. miejsce na mistrzostwach świata juniorów młodszych (Bydgoszcz 1999)
- złoto igrzysk frankofońskich (Ottawa 2001)
- złoto mistrzostw Afryki (Brazzaville 2004)
- 10. lokata podczas igrzysk olimpijskich (Ateny 2004)
- srebrny medal mistrzostw Afryki (Addis Abeba 2008)

## Rekordy życiowe
- skok w dal – 8,28 (2004) rekord Mauritiusa
- skok w dal (hala) – 8,05 (2004) rekord Mauritiusa[1]
- bieg na 60 m (hala) – 6,68 (2003) rekord Mauritiusa
- bieg na 100 m – 10,36 (2002)